# سجوه زيتية
سجوه زيتية  (الإسم العلمي : Solanum elaeagnifolium)  ، هي نبته شائعة من الفصيلة الباذنجانية، وتعتبر محلية وشائعة في أجزاء من جنوب غرب الولايات المتحدة الأمريكية، وأحيانًا في الحشائش في غرب أمريكا الشمالية وتتواجد أيضًا في أمريكا الجنوبية. هذا النبات مستوطن وشائع أيضًا في الشرق الأوسط. 
تم وصف السجوه الزيتية (الإسم العلمي : Solanum elaeagnifolium) من قبل أنطونيو خوسيه كافانيليس . وصف النبات تحت نفس الاسم من قبل و. هربرت و كارل لودفيغ فيلدينوف بناءً على إرنست غوتليب فون شتويدل .

## الوصف والبيئة

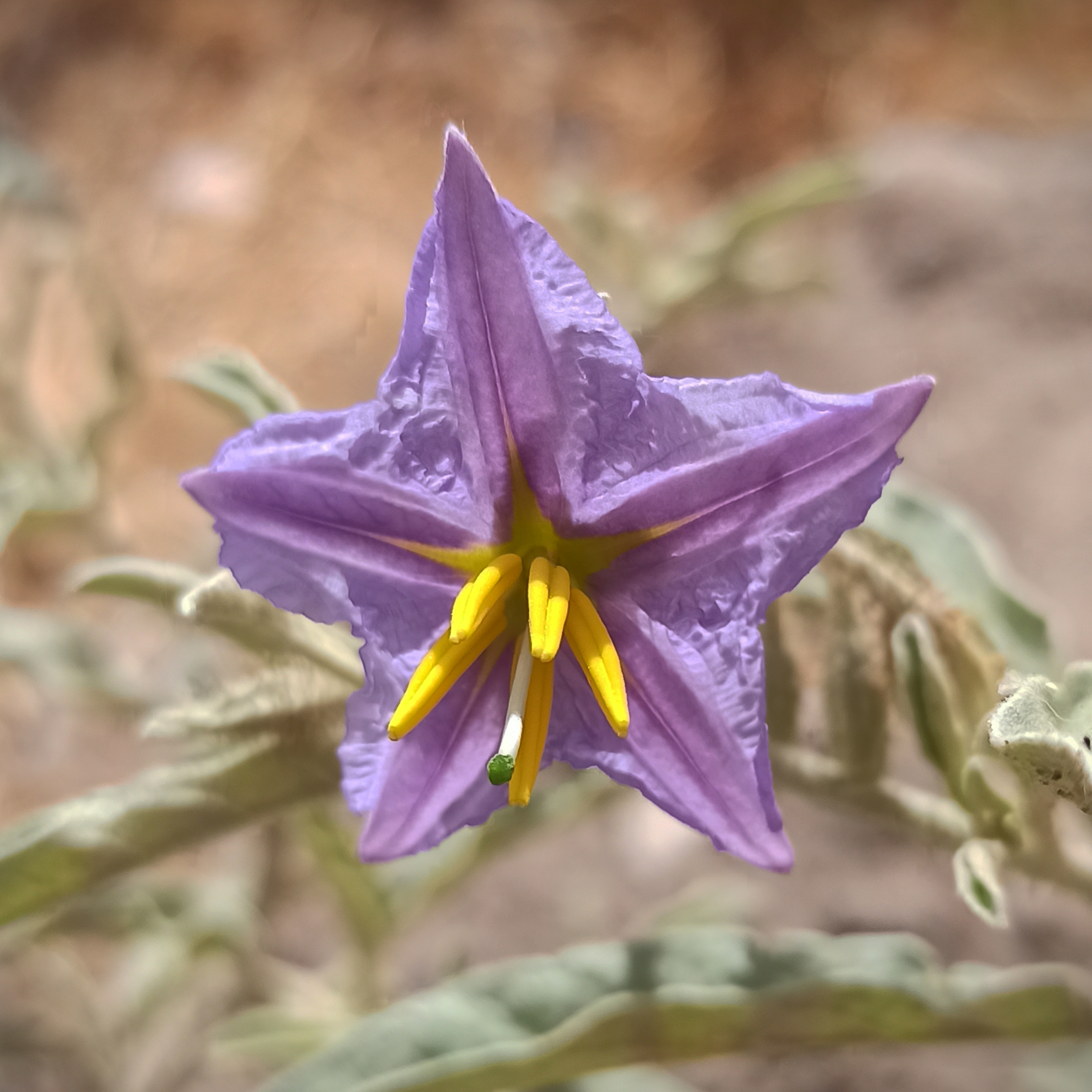
صورة مقرّبة لزهرة نبتة السجوه الزيتية (الإسم العلمي : S. elaeagnifolium)

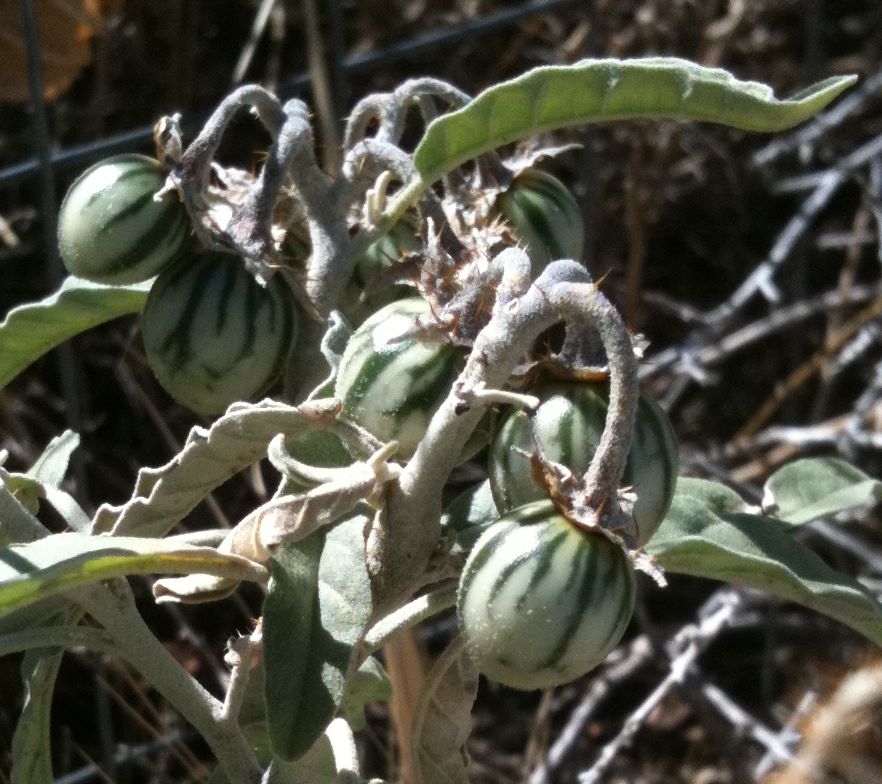
صورة مقربة لثمر نبتة السجوة الزيتية (الإسم العلمي : S. elaeagnifolium)

هذه النبتة تعتبر معمرة ويبلغ إرتفاعها ما بين 10 سم  وحتى 1 متر . يملأ ساقها أشواك شبيهة بالقراص،  يتراوح عدد هذه الأشواك ما بين قليل جدا على بعض النباتات وكثيف جدا على الأخرى. الأوراق والسيقان مغطاة بشعيرات ناعمة (trichomes) التي تستلقي على سطحها وتغطيه، مما يعطي النبتة مظهرًا لونه فضيًا أو رماديًا. 
يصل طول الأوراق إلى 15 سم وعرضها هو ما بين 0.5 إلى 2.5 سم، مع حواف مموجة بشكل ضحل، مما يميزها بالشكل عن نبتة مغد كاروليني ( الاسم العلمي : S. carolinense ) التي تعتبر قريبة من نوعها، والتي لها أوراق أوسع وأكثر عمقًا بالإنحناء. أزهار هذا النبات تزهر من شهر أبريل إلى شهر أغسطس، وللزهرة خمس بتلات متحدة تشكل شكل نجمة، تتراوح ألوان الأزهار ما بين اللون الأزرق واللون الخزامي الباهت (ليلكي فاتح) أو اللون الأبيض أحيانًا ؛ للزهرة خمس سداة صفراء، ومتاع ينبثق من المركز. تنتج النبتة ثمرات لبية لامعة باللون الأصفر والبرتقالي، أو الأحمر التي تستمر بالنمو طوال فصل الشتاء وقد تتحول للون البني عند جفافها. 
يمتد نطاق تواجد هذه النبتة من ولاية كانساس جنوبًا إلى لويزيانا ، وغربًا عبر حدود الولايات المتحدة إلى المكسيك ، وكذلك وصولا عند أوروغواي والأرجنتين وتشيلي .  ربما يكون قد نشأ هذا النبات في قارة أمريكا الشمالية وتم نشره صدفة إلى قارة أمريكا الجنوبية  أو العكس.  يمكن أن تنمو هذه النبتة في التربة القليلة والغير مغذية مع القليل من الماء. ينتشر النبت هذا عن طريق الجذور وكذلك البذور، وهو شائع في الموائل والأماكن التي تم التلاعب بها أو إنتهاكها. يعتبر من الأعشاب الضارة في 21 ولاية أمريكية وفي دول أخرى مثل أستراليا ومصر واليونان والهند وإسرائيل وإيطاليا وجنوب إفريقيا وزيمبابوي .  هذا النبات سام للماشية ويصعب للغاية التحكم به، حيث ينمو الجذر لطول أقل من1 سم ويمكن أن يتجدد وينمو مرة أخرى لنبتة كاملة.  ومع ذلك، يشجع بعض عاملي الحدائق على أنها ملائمة كنبتة الزينة أو كجزء من حديقة جافة.
استخدم هنود بيما ثمر هذا النبات كمنفحة نباتية، واستخدم شعب كيووا Kiowa البذور مع أنسجة المخ لدباغة الجلد . 

## تسمم
هذا النبات يعتبر ساما، وإبتلاع السجوه الزيتية يسبب تسمم إيفيرمكتين عند الخيول عند إعطاءها الجرعة الموصى بها من دواء الإيفيرمكتين. يُعتقد أن المستقلبات من هذا النبات عندما يقوم الخيل بأكلها، تقوم بتعطيل الحاجز الدموي الدماغي ، مما يسمح للإيفرمكتين بالدخول وتعطيل وظيفة الناقل العصبي في الدماغ والحبل الشوكي. 

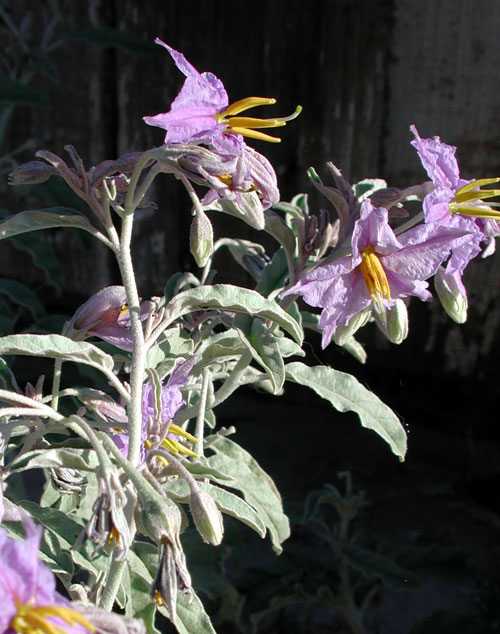
فرع مليئ بأزهار السجوه الزيتية (الإسم العلمي : S. elaeagnifolium)

## الحواشي
- California Department of Food and Agriculture (CDFA) [2008]: Encycloweedia – Solanum part 2. Retrieved 2008-SEP-26.
- Cronquist, Arthur; Holmgren, Arthur H.; Holmgren, Noel H.; Reveal, James L. & Holmgren, Patricia K. (1984): Intermountain Flora; Vascular Plants of the Intermountain West, U.S.A. (Vol. 4. Subclass Asteridae except Asteraceae). The New York Botanical Garden. (ردمك 0-89327-248-5)
- Niehaus, Theodore F.; Ripper, Charles L. & Savage, Virginia (1984): A Field Guide to Southwestern and Texas Wildflowers. Houghton Mifflin Company, (ردمك 0-395-36640-2)
- Nugent, Martin (ed.) (2005): Oregon Invasive Species Action Plan. PDF fulltext
- Solanaceae Source [2008]: Solanum elaeagnifolium. Retrieved 2008-SEP-26.
- وزارة الزراعة (USDA) (2006): Germplasm Resources Information Network - Solanum elaeagnifolium. Version of 2006-JAN-14. Retrieved 2008-SEP-26.
- Washington State Noxious Weed Control Board (WSNWCB) (2008): Silverleaf Nightshade. Version of 2008-JUL-09. Retrieved 2008-SEP-26.